# Grana - Mellea
La Grana ou Mellea est une rivière du Piémont, affluent de droite du Maira, qui naît sur les Alpes cottiennes (Alpi Cozie) depuis le Col d'Esischie. Il change son nom en Mellea dans la plaine du Pô.
La rivière a donné son nom au Val Grana.

## Parcours
La Grana prend source aux alentours du col de Fauniera. Au début, son cours est torrentiel dans la vallée et baigne les communes de Castelmagno, Pradleves, Monterosso Grana, Valgrana et Caraglio, où il entre en plaine.
 Puis, avec le nom de Mellea, il effleure la cité de Savillan parcourant quelques kilomètres parallèlement au torrent Maira, auquel il s’unit près de Cavallermaggiore.

## Débit moyen
Source : AA.VV., Piano di tutela della acque - Allegato tecnico II.h/1 Bilancio delle disponibilita' idriche naturali e